# Iglika Iwanowa
Iglika Dimitrowa Iwanowa, bułg. Иглика Димитрова Иванова (ur. 25 kwietnia 1957 w Sewliewie) – bułgarska polityk i prawnik, posłanka do Zgromadzenia Narodowego i obserwatorka w Parlamencie Europejskim.

## Życiorys
Z zawodu prawnik, od 1996 praktykowała w zawodzie adwokata. Zaangażowała się w działalność polityczną w ramach Bułgarskiej Partii Socjaldemokratycznej. W kadencji 2005–2009 zasiadała w Zgromadzeniu Narodowym 40. kadencji z ramienia Koalicji na rzecz Bułgarii. Od września 2005 do grudnia 2006 była obserwatorką w Parlamencie Europejskim, należała do Partii Europejskich Socjalistów.
Jest mężatką.